# Delta Holding (Serbien)
Delta Holding ist eine serbische Holding  mit Sitz in Belgrad. Sie ist tätig in den Bereichen Agrarindustrie, Immobilien und Großhandel. Sie ist eine der größten nichtstaatlichen Arbeitgeber des Landes. Gründer und Präsident der Delta Holding ist Miroslav Mišković.

## Geschäftsbereiche
Die Holding hat 5 Einzelgesellschaften: Delta Agrar, Delta Food Processing, Delta Real Estate, Delta Distribution, Delta Foundation.

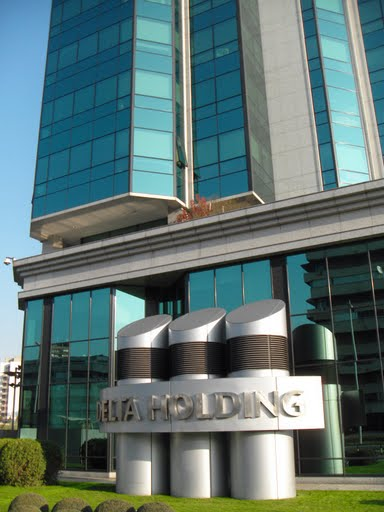
Delta Holding Hauptquartier in Belgrad

Delta Agrar ist der größte Geschäftsbereich der Delta Holding. Dieser ist in den Bereichen Agrarwirtschaft tätig und umfasst landwirtschaftliche Produktion, Verarbeitung, Vertrieb und Vermarktung. Das Unternehmen Delta Agrar beschäftigt 1.500 Mitarbeiter und ist auf den Märkten der Länder der Region, in der Europäischen Union, in Russland und der Schweiz  präsent. In der Primärproduktion ist Delta Agrar in der Landwirtschaft, der Produktion von Obst und Gemüse und der Viehzucht tätig. Die Produktion erfolgt auf sieben landwirtschaftlichen Betrieben mit einer Fläche von 10.000 Hektar.
Delta Food Processing: Die Lebensmittelproduktion umfasst die Herstellung von Nudeln und Mehl in Novi Sad, Fleisch und verarbeitete Fleischprodukte in der Yuhor-Fabrik in Jagodina, Mineralwasserabfüllung Aqua Gala in der Fabrik Mioni sowie Verpackung und Produktion von Getränken, Müsli, Getreide und Grundnahrungsmitteln in Zemun.
Delta Real Estate: Die Gesellschaft betreibt Einkaufszentren und Hotels.
Delta Distribution hat sich auf den Vertrieb von Konsumgütern spezialisiert. Auf dem Gebiet der Republik Serbien verfügt das Unternehmen über Vertriebszentren in Novi Sad, Čačak und Niš.
Delta Holding hat seit ihrer Gründung zahlreiche Spenden- und humanitäre Kampagnen gestartet. Programme und Projekte wurden in Bereichen wie Kultur, Bildung, Gesundheit, Soziales und Umweltschutz umgesetzt.

## Geschichte
Die Delta Holding wurde am 4. Februar 1991 in Belgrad gegründet.
Im März 2011 verkaufte die Delta Holding ihre größte Tochtergesellschaft und größte serbische Supermarktkette Maxi für 1,5 Mrd. Euro an die belgische Delhaize-Gruppe. Im Mai 2014 kaufte Assicurazioni Generali die restlichen Anteile an der zweitgrößten serbischen Versicherungsgesellschaft „Delta Generali“.
Im Februar 2016 wurden die Delta City Einkaufszentren in Belgrad und Podgorica  für 202,8 Mio. Euro an die südafrikanische Hyprop Investments Ltd. verkauft.
Im März 2019 eröffnete die Delta Holding Einkaufszentren in Banja Luka und Varna.